# Bouquetot
Bouquetot és un municipi francès situat al departament de l'Eure i a la regió de Normandia. L'any 2007 tenia 993 habitants.

## Demografia

### Població
El 2007 la població de fet de Bouquetot era de 993 persones. Hi havia 373 famílies, de les quals 74 eren unipersonals (39 homes vivint sols i 35 dones vivint soles), 126 parelles sense fills, 161 parelles amb fills i 12 famílies monoparentals amb fills.
La població ha evolucionat segons el següent gràfic:
Habitants censats

### Habitatges
El 2007 hi havia 409 habitatges, 379 eren l'habitatge principal de la família, 14 eren segones residències i 16 estaven desocupats. 391 eren cases i 18 eren apartaments. Dels 379 habitatges principals, 317 estaven ocupats pels seus propietaris, 57 estaven llogats i ocupats pels llogaters i 5 estaven cedits a títol gratuït; 3 tenien una cambra, 17 en tenien dues, 59 en tenien tres, 108 en tenien quatre i 192 en tenien cinc o més. 311 habitatges disposaven pel capbaix d'una plaça de pàrquing. A 151 habitatges hi havia un automòbil i a 212 n'hi havia dos o més.

### Piràmide de població
La piràmide de població per edats i sexe el 2009 era:
| Homes | Edats   | Dones |
| ----- | ------- | ----- |
| 0     | 95 o +  | 0     |
| 0     | 90 a 94 | 0     |
| 4     | 85 a 89 | 0     |
| 0     | 80 a 84 | 0     |
| 4     | 75 a 79 | 8     |
| 16    | 70 a 74 | 12    |
| 12    | 65 a 69 | 24    |
| 36    | 60 a 64 | 8     |
| 16    | 55 a 59 | 24    |
| 36    | 50 a 54 | 24    |
| 40    | 45 a 49 | 44    |
| 28    | 40 a 44 | 40    |
| 32    | 35 a 39 | 16    |
| 52    | 30 a 34 | 52    |
| 24    | 25 a 29 | 28    |
| 32    | 20 a 24 | 12    |
| 44    | 15 a 19 | 28    |
| 32    | 10 a 14 | 20    |
| 36    | 5 a 9   | 24    |
| 28    | 0 a 4   | 28    |

## Economia
El 2007 la població en edat de treballar era de 661 persones, 492 eren actives i 169 eren inactives. De les 492 persones actives 476 estaven ocupades (256 homes i 220 dones) i 16 estaven aturades (4 homes i 12 dones). De les 169 persones inactives 81 estaven jubilades, 52 estaven estudiant i 36 estaven classificades com a «altres inactius».

### Ingressos
El 2009 a Bouquetot hi havia 386 unitats fiscals que integraven 1.037 persones, la mediana anual d'ingressos fiscals per persona era de 21.544 €.

### Activitats econòmiques
Dels 20 establiments que hi havia el 2007, 1 era d'una empresa extractiva, 1 d'una empresa alimentària, 1 d'una empresa de fabricació d'altres productes industrials, 7 d'empreses de construcció, 1 d'una empresa de comerç i reparació d'automòbils, 3 d'empreses de transport, 1 d'una empresa immobiliària, 3 d'empreses de serveis, 1 d'una entitat de l'administració pública i 1 d'una empresa classificada com a «altres activitats de serveis».
Dels 8 establiments de servei als particulars que hi havia el 2009, 3 eren guixaires pintors, 2 fusteries, 2 lampisteries i 1 perruqueria.
L'any 2000 a Bouquetot hi havia 33 explotacions agrícoles que ocupaven un total de 1.221 hectàrees.

## Equipaments sanitaris i escolars
El 2009 hi havia una escola elemental.

## Poblacions més properes
El següent diagrama mostra les poblacions més properes.